# دنتون (کنتاکی)
دنتون (به انگلیسی: Denton) یک منطقهٔ مسکونی در ایالات متحده آمریکا است که در شهرستان کارتر، کنتاکی واقع شده‌است.